# After the Rain (Nelson)
| Recensione | Giudizio |
| ---------- | -------- |
| AllMusic   |          |

After the Rain è il primo album in studio del gruppo musicale statunitense Nelson, pubblicato nel 1990 dalla Geffen Records. L'album fu un successo commerciale, raggiungendo la posizione numero 17 della Billboard 200 e trascorrendo 64 settimane in classifica. Il singolo (Can't Live Without Your) Love and Affection arrivò fino al primo posto in classifica, mentre la title track After the Rain ottenne il sesto posto.

## Antefatti
I gemelli Matthew e Gunnar Nelson entrarono in contrattazione con l'A&R della Geffen Records, John Kalodner. Secondo quanto riportato da Gunnar, i due incontrarono Kalodner "ogni mese per un anno", durante il quale gli fecero ascoltare le canzoni che avrebbero poi composto il loro primo album. La maggior parte dei brani furono co-scritti con Marc Tanner. In un'intervista Gunnar Nelson descrisse il processo di collaborazione come "magico" e lodò Tanner per essere stato "molto d'aiuto ai nostri istinti e al nostro senso melodico". Tanner si assunse la produzione dell'album.
Dopo un anno di incontri con Kalodner senza essere ancora sotto contratto, Matthew e Gunnar lo invitarono da solo, contro il volere dei loro manager, per suonargli una versione acustica di (Can't Live Without Your) Love and Affection. Kalodner rimase così impressionato che fece firmare la band il giorno successivo. Mentre si preparavano a registrare, Matthew e Gunnar cominciarono ad assemblare un gruppo. La formazione fu completata con i chitarristi Joey Cathcart e Brett Garsed, il batterista Bobby Rock e il tastierista Paul Mirkovich. Mirkovich contribuì a comporre un Interlude per l'album.

## Pubblicazione
After the Rain fu pubblicato il 26 giugno 1990, e divenne un immediato successo, raggiungendo la posizione numero 17 della Billboard 200. L'album mostrò anche una certa longevità, restando in classifica per 64 settimane. È stato infine certificato doppio disco di platino dalla Recording Industry Association of America (RIAA) per le vendite di oltre due milioni di copie.
Il singolo di lancio dell'album fu (Can't Live Without Your) Love and Affection, che raggiunse il 1º posto della Billboard Hot 100. I tre singoli successivi ottennero altrettanti validi piazzamenti: After the Rain (6º posto), More Than Ever (14º posto), e Only Time Will Tell (28º posto).

## Tracce
1. (Can't Live Without Your) Love and Affection – 3:55 (Nelson, Nelson, Tanner)
2. I Can Hardly Wait – 4:20 (Nelson, Nelson, Tanner)
3. After the Rain – 4:05 (Nelson, Nelson, Tanner, Wilson)
4. Tracy's Song/Only Time Will Tell – 4:15 (Nelson, Nelson, Nelson, Sutton, Tanner)
5. More Than Ever – 3:23 (Nelson, Nelson, Tanner)
6. (It's Just) Desire – 4:24 (Nelson, Nelson, Stall, Tanner)
7. Fill You Up – 4:38 (Nelson, Nelson, Tanner)
8. Interlude/Everywhere I Go – 6:32 (Mirkovich, Nelson, Nelson, Tanner)
9. Bits and Pieces – 4:02 (Nelson, Nelson, Tanner, Wilson)
10. Will You Love Me? – 4:20 (Bailey, Nelson, Nelson)

## Formazione
- Matthew Nelson - voce, basso, chitarra elettrica e acustica
- Gunnar Nelson - voce, chitarra ritmica e acustica
- Brett Garsed - chitarra acustica, cori
- Paul Mirkovich - tastiere, piano, cori
- Bobby Rock - batteria

### Altri musicisti
- Stephen Klong - batteria
- Joey Cathcart - voce, vari strumenti